# 1948年10月18日月食
1948年10月18日月食为一次在协调世界时1948年10月18日出現的半影月食。該次月食半影食分為1.040、全影食分為-0.053。

## 概述
這次月食的食分是1.55。

## 基本參數
- 類型：半影月食
- 食甚資料：
  - 日期：1948年10月18日
  - 時間：2:35
  - 月球位置：赤經1.55度、赤緯8.7度
  - 食分：半影食分：1.040、全影食分：-0.053

## 外部連結
- NASA月食專頁（页面存档备份，存于）（英文）